# Army Men Advance
Army Men Advance là trò chơi điện tử thuộc thể loại bắn súng góc nhìn từ trên xuống của loạt game Army Men do hãng DC Studios phát triển và The 3DO Company phát hành độc quyền cho hệ máy Game Boy Advance vào năm 2001.

## Tổng quan

Hình chụp màn hình trong game.

Nội dung cốt truyện cũng tương tự bản Army Men: Sarge's Heroes kể về viên Tướng Plastro và đội quân phe Tan của hắn đã tiến hành hành chinh phục thế giới nhựa và thế là Sarge và cô bạn gái phóng viên Vikki lên đường quyết ngăn chặn âm mưu này. Xuyên suốt game, người chơi sẽ phải thực hiện nhiều nhiệm vụ khác nhau như giải cứu đồng đội, thâm nhập vào căn cứ địch, trốn khỏi nhà tù, điều tra tình hình địch và lấy cắp thiết bị thông tin liên lạc. Người chơi có thể chọn một trong hai nhân vật chính tham gia cuộc hành trình này là Sarge hoặc Vikki, nhưng nhiệm vụ cho từng người đều giống hệt nhau và một khi đã chọn nhân vật nào thì không thể đổi lại được trừ khi người chơi muốn chơi lại từ đầu game.

## Đón nhận
Army Men Advance nhận được nhiều đánh giá "trái chiều" theo trang web tổng hợp kết quả đánh giá Metacritic. NextGen gọi đây là "Một trò chơi khá, nếu không muốn nói là tuyệt vời[,], ít nhất là cho đến khi Capcom cung cấp cho chúng ta phiên bản Commando mà chúng ta hằng mơ ước" (thật trớ trêu, vì phiên bản Game Boy Advance của trò chơi đó không tồn tại). Extreme Ahab của GamePro cho biết, "Bạn sẽ vui hơn nhiều khi chơi với những người lính nhựa thực thụ hơn là lãng phí thời gian trong khu ổ chuột ảo này trong khi cố gắng hết sức để có được đúng ánh sáng trên màn hình Game Boy Advance bị Chúa bỏ rơi. Trò chơi này chỉ dành cho những người hâm mộ cuồng nhiệt thương hiệu này".